# Air New Zealand

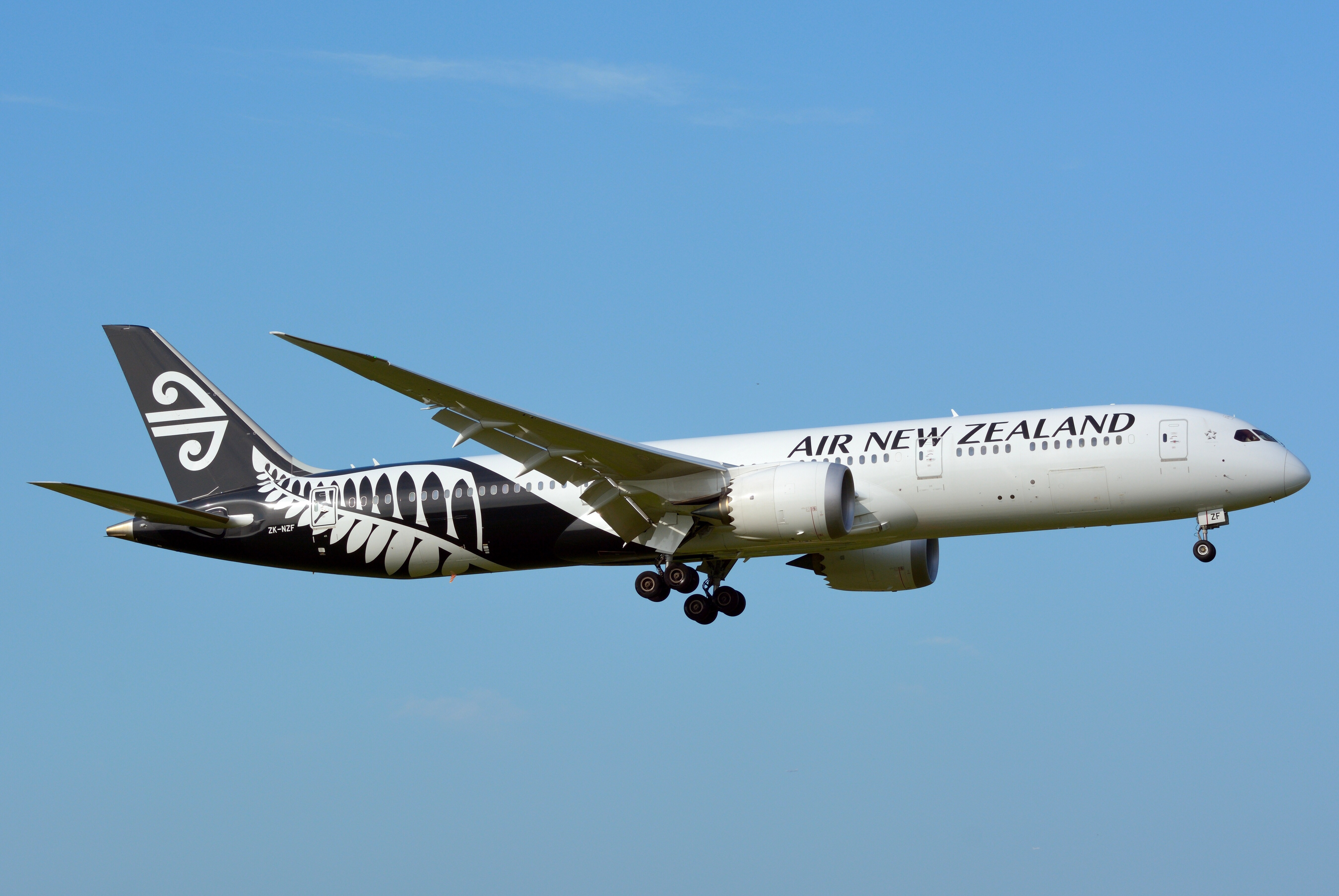
Boeing 787-9 w aktualnych barwach Air New Zealand

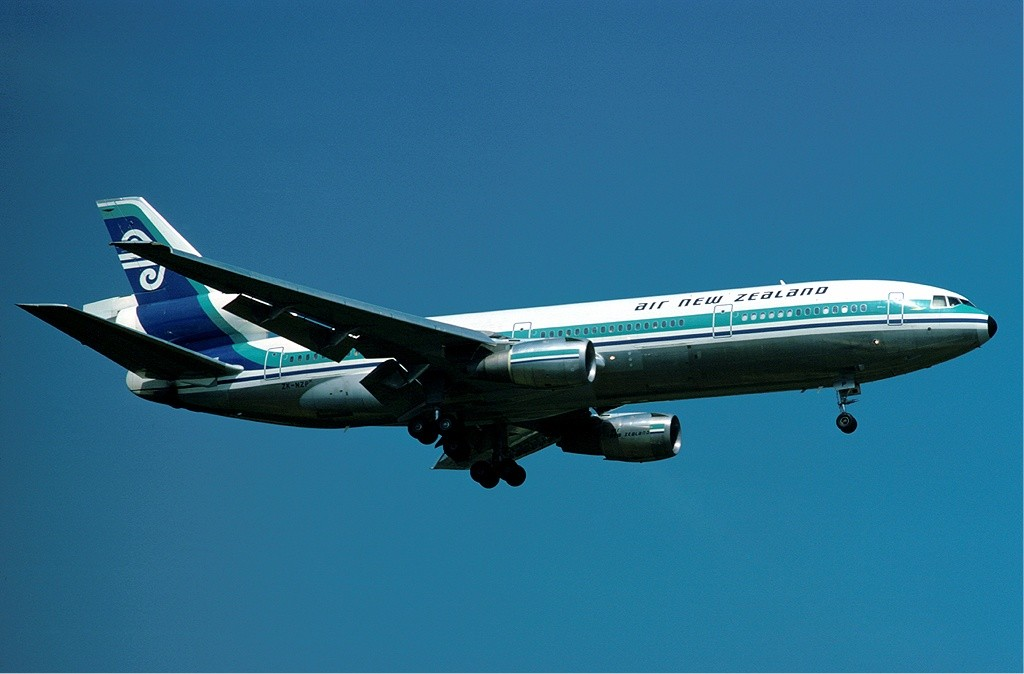
McDonnell Douglas DC-10 dostarczono po raz pierwszy w 1973

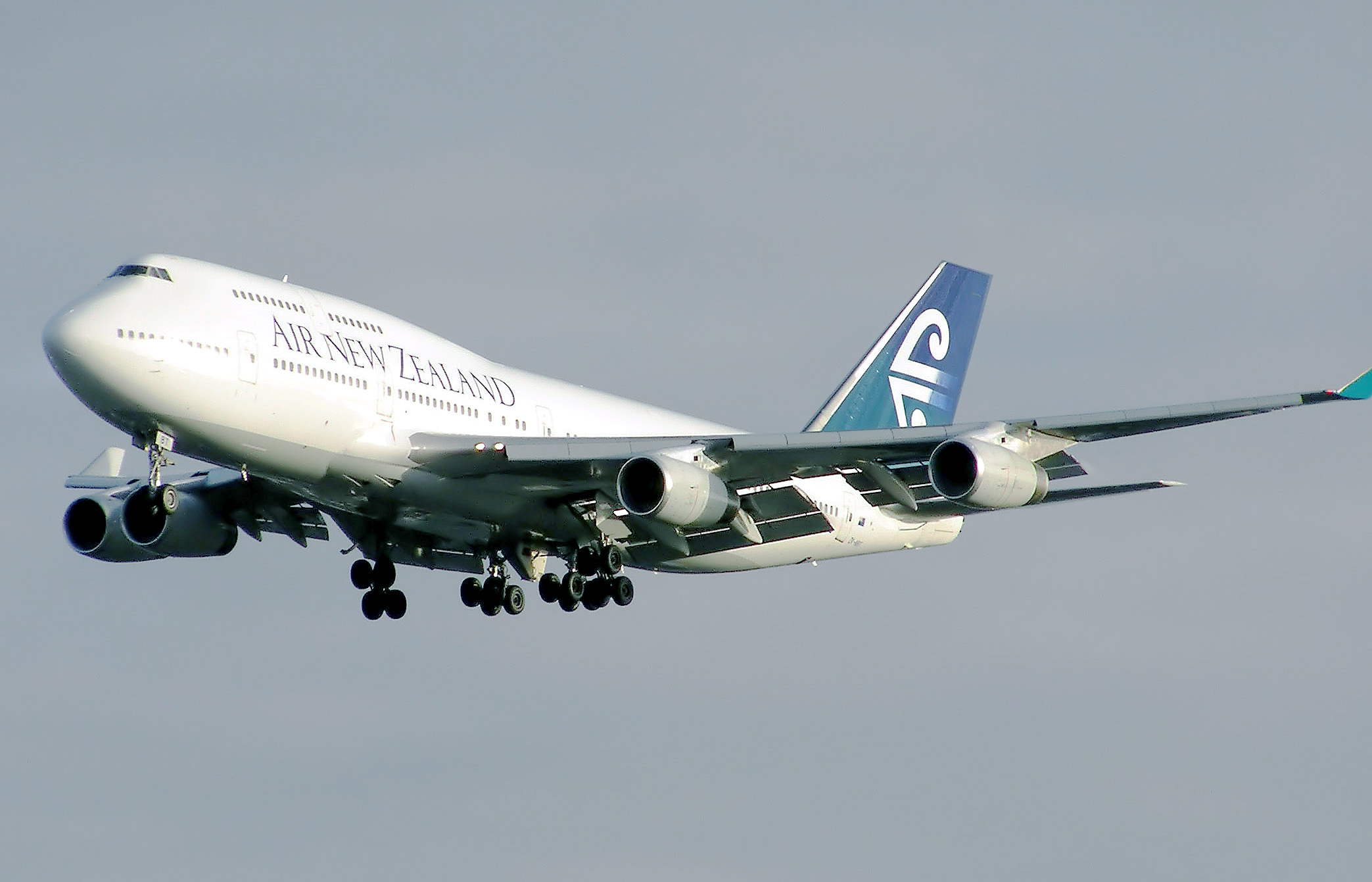
Boeing 747 w poprzednich barwach Air New Zealand

Air New Zealand – nowozelandzkie narodowe linie lotnicze z siedzibą w Auckland. 
Obsługuje 20 krajowych oraz 30 międzynarodowych połączeń w 18 państwach, które przebiegają przez Azję, Australię i Amerykę Północną, i są obecnie jedynymi liniami, których zasięg daje okrążenie całego świata. Głównym węzłem jest port lotniczy Auckland.
Od 1999 Air New Zealand są członkiem sojuszu Star Alliance.
Sieć połączeń Air New Zealand skupia się na Australazji i Południowym Pacyfiku, z dalekimi usługami do Azji oraz Ameryki Północnej. Głównym centrum linii jest Port lotniczy Auckland, położony blisko Mangere w południowej części obszaru miejskiego Auckland.
Zgodnie z danymi z 2008 linie te rocznie przewożą 11 milionów i 700 tys. pasażerów.
Agencja ratingowa Skytrax przyznała liniom cztery gwiazdki.

## Historia
Linie lotnicze Air New Zealand powstały w 1940 jako Tasman Empire Airways Limited (TEAL), firma hydroplanowa obsługująca trans-tasmańskie loty pomiędzy Nową Zelandią a Australią.
Po II wojnie światowej TEAL obsługiwały co tydzień loty z Auckland do Sydney, dodały również Wellington i Fidżi do swoich tras.
Gdy wzrosła ranga maszyn Douglas DC-8, pierwszy samolot tego typu w barwach Air New Zealand rozpoczął połączenia trans-pacyficzne do USA oraz Azji, dodano również Los Angeles i Honolulu do listy połączeń w 1965.
Rządy australijski i nowozelandzki nabyły 50 procent udziałów w TEAL w 1953, a linie te zakończyły połączenia hydroplanowe na rzecz przewoźników śmigłowych w 1960.
W 1965 TEAL stały się spółką zależną od nowozelandzkiego rządu, po czym ich nazwę zmieniono na obowiązującą do dziś – Air New Zealand.
W 1978, krajowe linie lotnicze National Airways Corporation (NAC) i współzależne od nich Safe Air połączono w Air New Zealand aby stworzyć jedne, narodowe linie lotnicze i tworząc nowe połączenia. W 1981 roku, Air New Zealand dodały pierwszego Boeinga 747 aircraft do swojej floty.
W 1982 Air New Zealand otworzyły filie w Londynie, w Wielkiej Brytanii.
W 1985 wprowadzono do floty Boeinga 767-200ER.
Linie w ogromnej części sprywatyzowano w latach 1989–1990, lecz w 2001 weszły z powrotem w posiadanie rządu większościowego po nieudanym zastoju w pracach australijskiej grupy linii lotniczych – Ansett Australia (grupa ucierpiała przez kryzys, upadły jej niektóre projekty). 
W październiku 2001 Air New Zealand przeszły renowację, dzięki planowi ratunkowemu nowozelandzkiego rządu w wysokości 885 milionów dolarów nowozelandzkich.
21 grudnia 2010 nowozelandzki rząd poparł sojusz Air New Zealand z Virgin Australia.

## Flota
Według stanu na maj 2025 flota Air New Zealand składała się ze 112 samolotów o średnim wieku 10,7 lat:

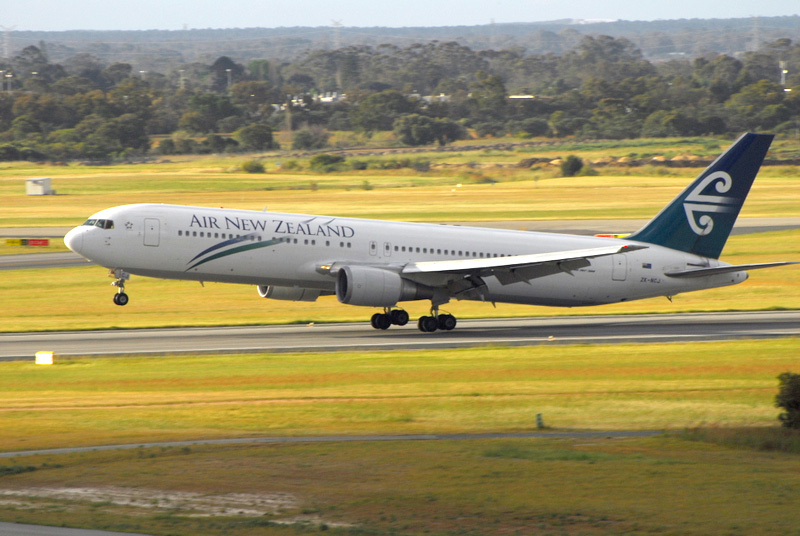
Boeing 767 w poprzednich barwach Air New Zealand wprowadzony w 1985

| Samolot           | Samolot | Samolot   | Liczba miejsc | Liczba miejsc | Liczba miejsc | Liczba miejsc | Liczba miejsc | Uwagi                          |
| Model             | Aktywne | Zamówione | F             | B             | P             | E             | Łącznie       | Uwagi                          |
| ----------------- | ------- | --------- | ------------- | ------------- | ------------- | ------------- | ------------- | ------------------------------ |
| Airbus A320-200   | 17      | -         | -             | -             | -             | 171           | 171           |                                |
| Airbus A320neo    | 6       | -         | -             | -             | -             | 165           | 165           |                                |
| Airbus A321neo    | 12      | 4         | -             | -             | -             | 214           | 214           |                                |
| ATR 72            | 30      | 1         | -             | -             | -             | 68            | 68            |                                |
| Boeing 777-300ER  | 10      | -         | -             | 44            | 54            | 244           | 342           | Planowane wycofanie po 2027    |
| Boeing 777-300ER  | 10      | -         | 6             | 53            | 34            | 201           | 294           | Planowane wycofanie po 2027    |
| Boeing 787-9      | 14      | 2         | 8             | 42            | 52            | 125           | 227           |                                |
| Boeing 787-9      | 14      | 2         | 4             | 22            | 33            | 213           | 272           |                                |
| Boeing 787-10     | -       | 6         |               |               |               |               |               | Planowane dostarczenie do 2027 |
| Bombardier Dash-8 | 23      | -         | -             | -             | -             | 50            | 50            |                                |
| Łącznie           | 112     | 13        |               |               |               |               |               |                                |

## Nagrody
- Airline of the Year – 2012 Air Transport World Global Airline Awards
- Best Air Style – 2011, Premium Economy Spaceseats – „Wallpaper Design Awards”
- Airline of the Year – 2010 Air Transport World Global Airline Awards
- Best Cabin Staff Australia/NZ Region – 2009 World Airline Awards, Skytrax[4]
- Best Passenger Service Award – 2008 Air Transport World magazine awards
- Best Airline to the South Pacific, Australia, and New Zealand in December 2007 by Business Traveler Magazine in the United States
- Australasia’s Leading Business Class Airline at the 14th Annual World Travel Awards 2007
- Best Pacific Airline – 1998, 1999, 2000, 2001, 2002, 2004 TTG Annual Travel Awards
- Best Airline to the Pacific – 1994, 1995, 1996, 1999, 2000, 2001Travel Weekly Globe Awards
- Best Business Class Carrier, Best Check-in Staff, 1998 Executive Travel magazine awards

## Połączenia codeshare
Air New Zealand ma codeshare z następującymi liniami
| - Aircalin - Air India (Star Alliance) - Air Pacific - Air Rarotonga | - Air Tahiti Nui - Air Vanuatu - Japan Airlines (Oneworld) - Virgin Atlantic Airways |